# Slieve League

Karte von Slieve League

Vergleich der höchsten Klippen in Europa

Die Klippen von Slieve League (irisch: Sliabh Liag; übersetzt: Steinberg) im Westen der irischen Grafschaft Donegal am Atlantischen Ozean sind eine der Hauptsehenswürdigkeiten dieser Region. Die steil ins Meer abfallenden Klippen gehören mit ihren 601 Metern Höhe zu den höchsten Klippen in Europa. Sie werden in Reiseführern oft fälschlich als die höchsten Meeresklippen in Europa bezeichnet. Tatsächlich sind einige andere Meeresklippen höher, beispielsweise die Klippen von Croaghaun auf Achill Island, auf den Färoern (Enniberg) sowie Klippenformationen in Skandinavien.

## Wallfahrt zur Einsiedelei von Áed mac Bricc
Oben auf der Klippe befinden sich, geschützt von einer halbkreisförmigen Steinmauer, eine verfallene Bienenkorbhütte sowie die Ruine einer Kapelle. Hierbei handelt es sich um die Einsiedelei des heiligen Bischofs Áed mac Bricc († 589). Bis etwa 1909 zogen Pilger dorthin hinauf. Abseits der Mauer befindet sich unter einem Steinhaufen um einen Kreuzstein eine heilige Quelle, etwas weiter östlich eine weitere.

## Zugang und Anfahrt
Der übliche Ausgangspunkt für den Weg zum Slieve League ist das Dorf An Charraig (englisch: Carrick) nordwestlich von Cill Charthaigh (englisch: Kilcar). Man kann die Klippen auf mehrere Arten erreichen:
- Mit dem Auto fährt man von Teelin, einem kleinen Ort südöstlich der Klippen, über eine 4,5 km lange durchgehend zweispurige Straße zum Carrigan Head mit einem Parkplatz. Weiter hinauf, am Bunglass Point, gibt es einen Parkplatz für berechtigte Fahrzeuge (Behindertenfahrzeuge, Shuttlebusse usw.). Bunglass Point bietet einen Ausblick über die gesamten Klippen. Von dort gelangt man zu Fuß zum One Man’s Pass mit der Möglichkeit, absteigend auf den Pilgrim’s Pass auszuweichen.
- Der bereits ab Teelin beschilderte One Man’s Pass ist Teil eines Fußwegs über den Kamm der Klippen weiter nach dem nördlich gelegenen Malin Beg. Dieser an einzelnen Stellen sehr schmale Weg ist mit Schwindel oder bei starken Winden und Böen gefährlich.
- Zu Fuß kann man von An Charraig aus den Pilgrim’s Pass (auch Old Man’s Pass) wählen, der hinter den Klippen zur Kapelle auf den Gipfel führt.
- Im Sommer können ab Killybegs und Teelin Bootstouren zum Fuß der Klippen gebucht werden.

## Einzelnachweise

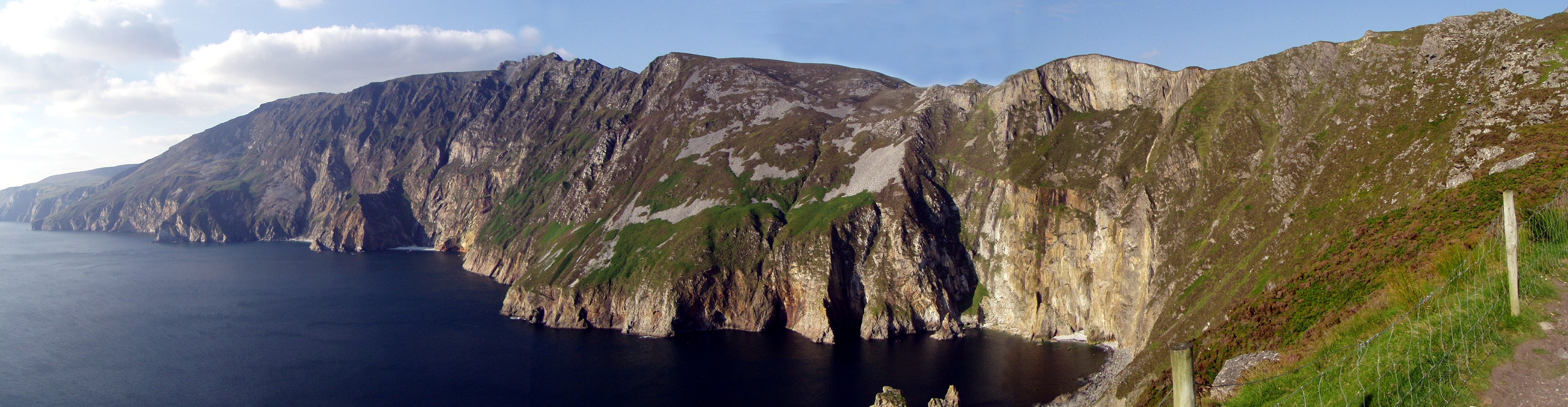
Panorama der Klippen Slieve League

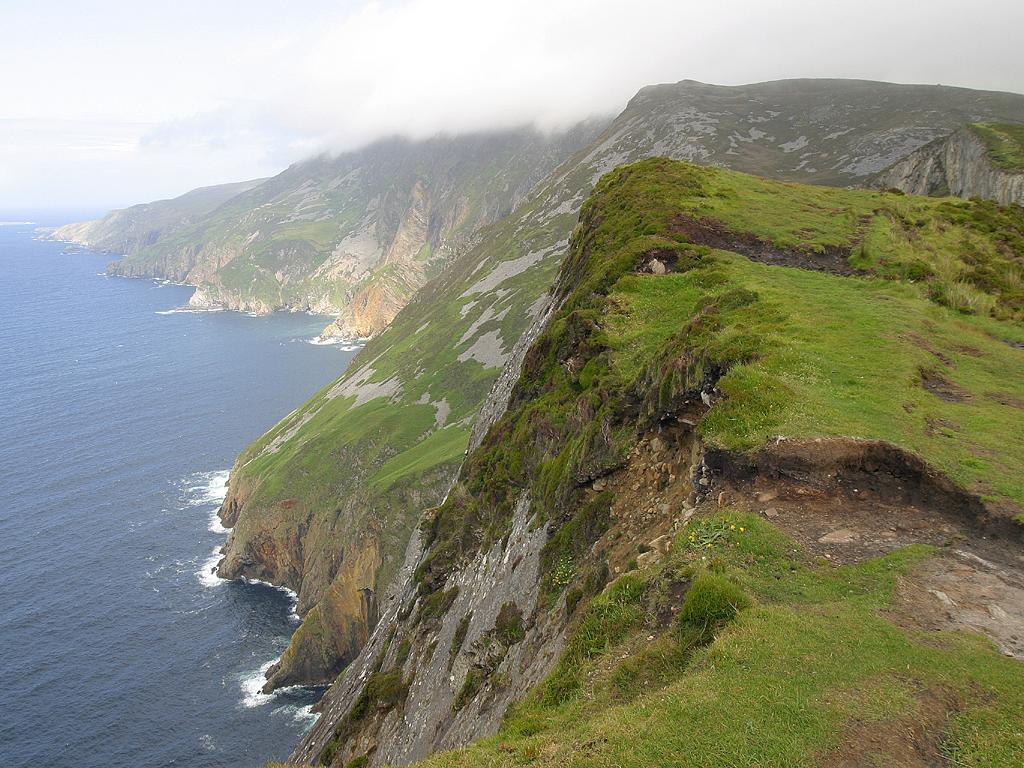
Slieve League von oben